# Lokossa
Lokossa est une commune du sud-ouest du Bénin, préfecture du département du Mono, située à proximité de la frontière avec le Togo. Son nom signifie « sous l'iroko ».
Elle a adhéré en 2001 à l'Association internationale des maires francophones. Située au nord-ouest du département du mono,  Lokossa est une ville majoritairement Kotafon. Les Kotafon  vivent au sud Bénin et au sud Togo. Lokossa est composé aux environs de 65 villages et quartiers de villes.  Totoh Gnawo 1er est le fondateur historique de cette ville avec ses frères ( peuple ) après avoir fui les tribulations de l'esclavage au XVIIIe siècle. La  ville se développe et  accueille des touristes à cause des monuments de la localité.

## Géographie
Les cinq arrondissements de la commune sont Agamé, Houin, Koudo, Lokossa et Ouèdèmè.

## Population
Elle comptait 77 065 habitants au recensement de 2002.
Lors du recensement de 2013 (RGPH-4), la commune comptait 104 961 habitants.

## Jumelage
- Evere (Belgique)

## Personnalités nées à Lokossa
- Gnonnas Pedro (1943-2004), chanteur et musicien
- Anna Tèko (1982-), autrice-compositrice-interprète béninoise.
- Romuald Wadagni (1976-), homme politique.

## Galerie

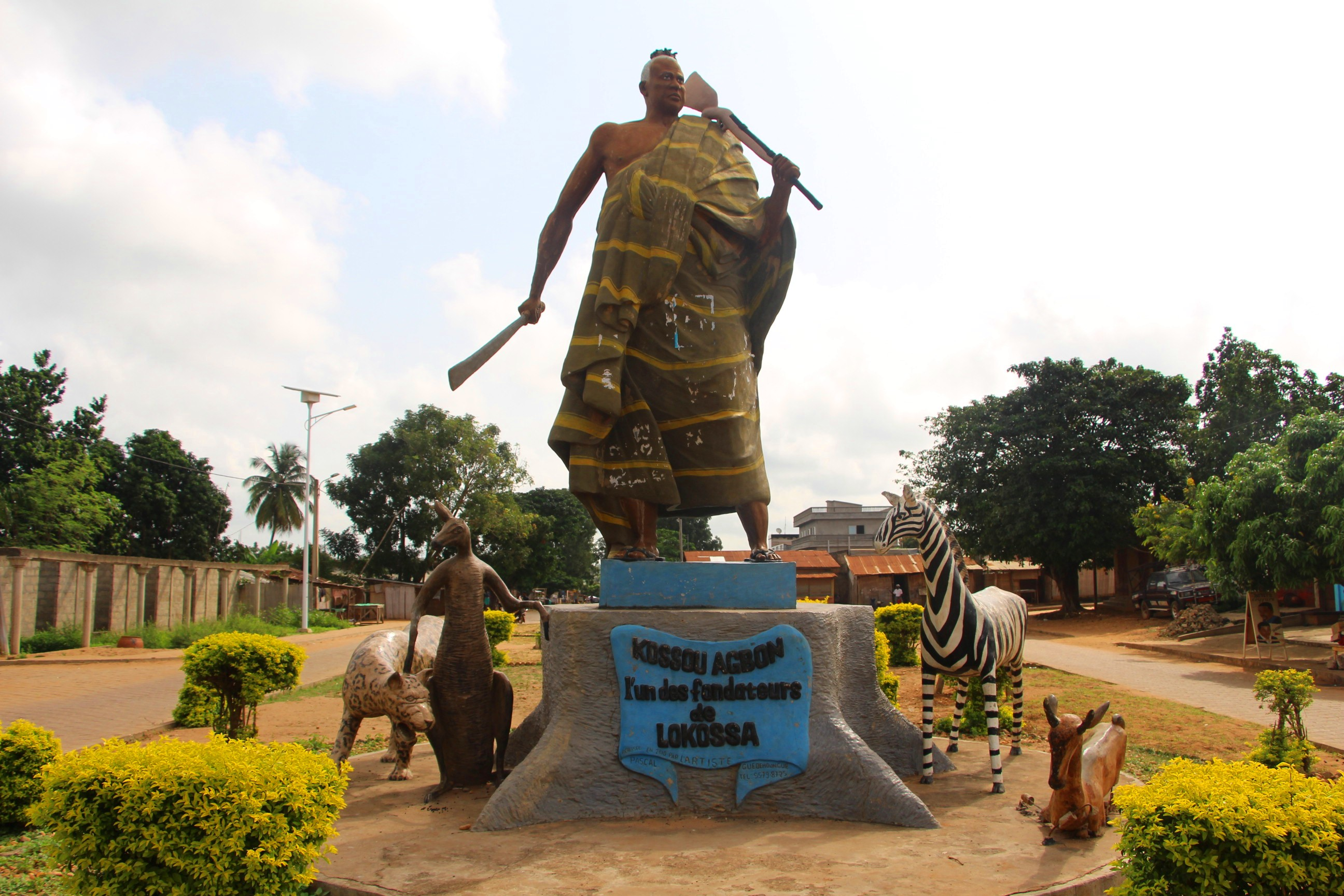
Statue de Kossou Agbon, fondateur de Lokossa
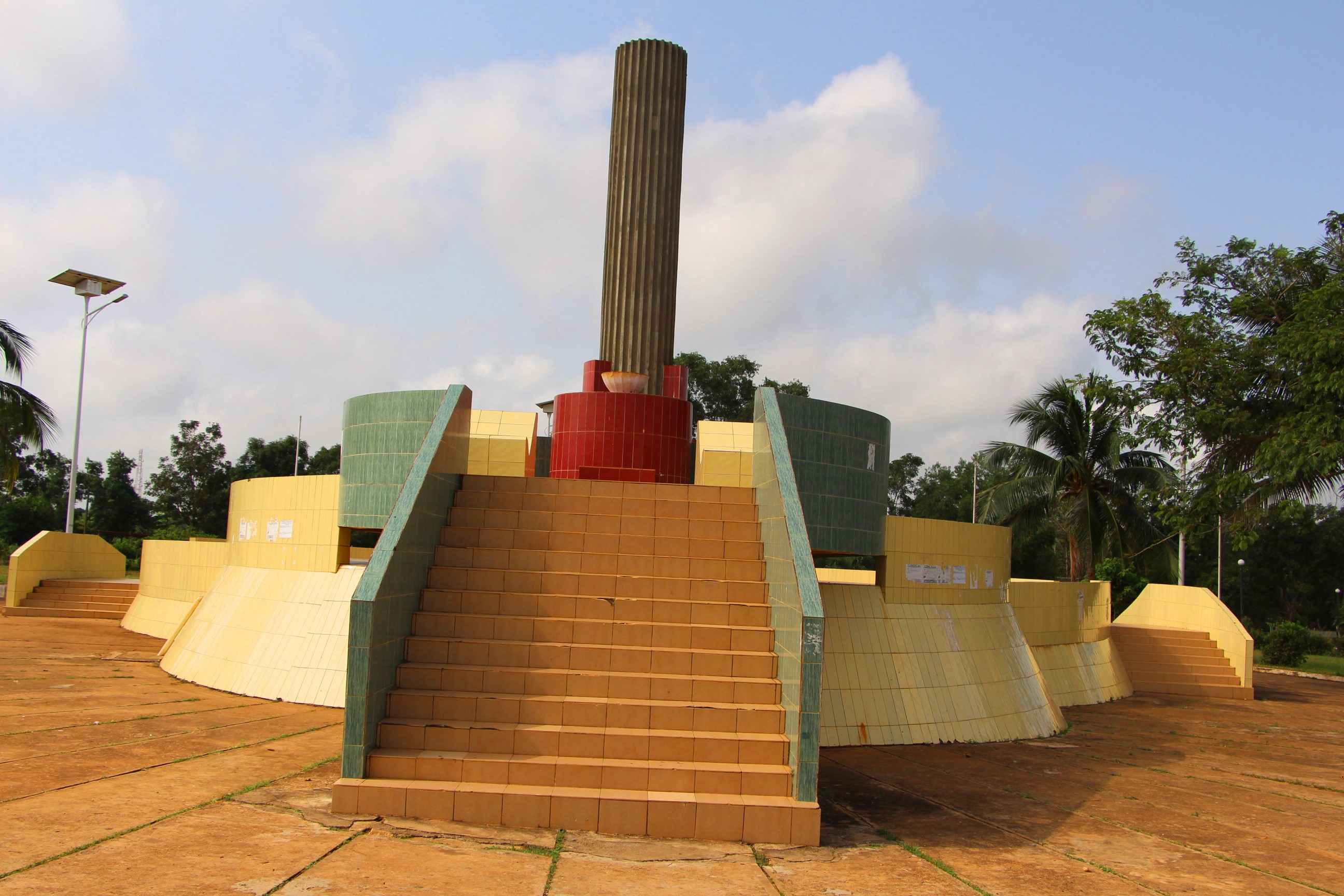
Place de l'indépendance de Lokossa